# Raúl Anganuzzi
Raúl Anganuzzi (nascido em 20 de julho de 1906) foi um esgrimista argentino, que participou dos Jogos Olímpicos de Verão de 1928 (medalha de bronze), sob a bandeira da Argentina.